# Resistoma

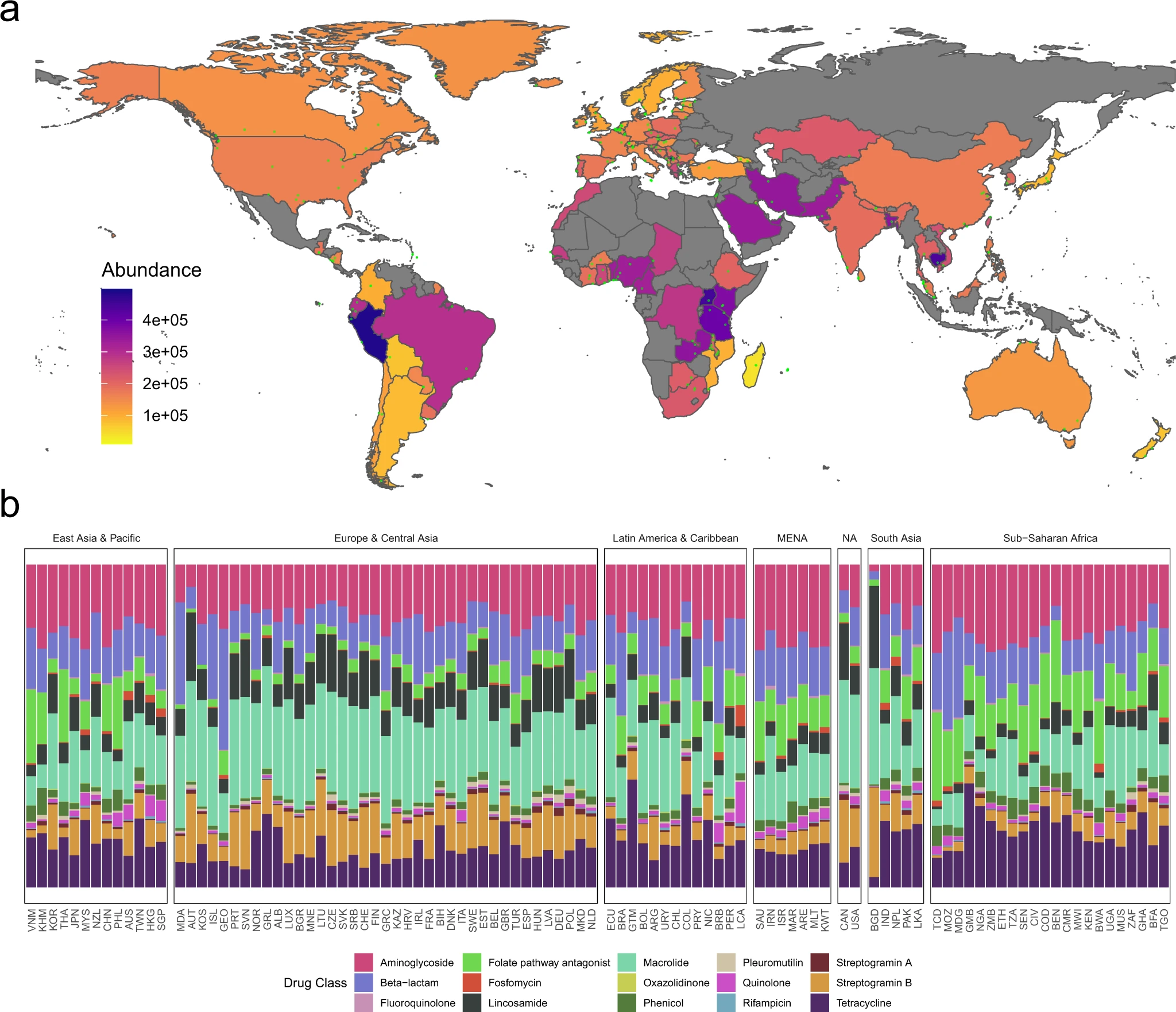
Il resistoma globale basato sul monitoraggio delle acque reflue

ll resistoma (dall'inglese resistome) è definito in batteriologia come l'insieme dei geni di resistenza ad uno o più antibiotici e dei loro precursori che sono presenti nei batteri.
Il termine è stato proposto nel 2007 dal chimico canadese Gerry Wright.
La resistenza agli antibiotici pone problemi crescenti, soprattutto nel campo delle malattie zoonotiche. Il resistoma è stato utilizzato per la prima volta per descrivere le capacità di resistenza dei batteri che impediscono l'efficacia degli antibiotici. Sebbene gli antibiotici e i geni resistenti agli antibiotici ad essi associati provengano da habitat naturali, prima del sequenziamento di nuova generazione, la maggior parte degli studi sulla resistenza agli antibiotici era stata confinata al laboratorio.
La maggiore disponibilità di tecniche di sequenziamento di nuova generazione dell'intero genoma e metagenomico ha rivelato riserve significative di batteri resistenti agli antibiotici al di fuori degli ambienti clinici.  Il resistoma antibiotico esiste in ogni nicchia ambientale sulla Terra e le sequenze dell'antico permafrost rivelano che la resistenza agli antibiotici esisteva da millenni prima dell'introduzione degli antibiotici sintetizzati dall'uomo.
Il Comprehensive Antibiotic Research Database (CARD) è stato creato per compilare un database di geni di resistenza da questi dati genomici batterici in rapida crescita.